# Список глав Панамы
Президе́нт Респу́блики Пана́ма (исп. Presidente de la República de Panamá), неофициально Президе́нт Пана́мы (исп. Presidente de Panamá), является главой государства и правительства Панамы и возглавляет исполнительную власть страны.
В списке отражены лица, осуществлявшие высшую исполнительную власть в Республике Панама после её сецессии из состава Республики Колумбия. Показан различный характер полномочий глав государства (например, единый срок нахождения во главе государства лица, временно исполняющего президентские обязанности, а затем избранного на президентский пост). В столбце «Выборы» отражены состоявшиеся выборные процедуры; в случае, если глава государства получил полномочия без таковых, столбец не заполняется. Использованная в первом столбце нумерация является условной и применена исключительно к лицам, получившим полномочия президента (конституционного, временного, переходного) в конституционном порядке. Также условным является использование в первом столбце цветовой заливки, служащей для упрощения восприятия принадлежности лиц к различным политическим силам без необходимости обращения к столбцу, отражающему партийную принадлежность. Наряду с партийной принадлежностью, в столбце «Партия» также отражён внепартийный (независимый) статус персоналий, или их принадлежность к вооружённым силам, когда они выступали как самостоятельная политическая сила.
Отдельно выделены военные лидеры, руководившие страной де-факто с 1968 по 1989 годы. () Дополнительно показаны предпосылки успешного обретения Панамой государственной независимости в 1903 году, ставшей результатом продолжавшихся с войны за независимость от испанской короны конфликтов с центральным правительством Колумбии (Новой Гранады), кратковременного периода существования независимого Государства Перешейка () и значительного опыта различных форм автономного существования Панамы в предшествующий независимости период. ()

## Правовое положение президента
Современное правовое положение президента Панамы установлено конституцией 1972 года, её статьями 175—193. Установлено, что кандидаты на пост президента и вице-президента должны быть старше 35 лет и иметь панамское гражданство по своему рождению. Они избираются одним списком прямым всеобщим голосованием сроком на 5 лет без права переизбрания непосредственно после истечения первого срока полномочий. Полномочия президента разделены на осуществляемые им единолично: назначение и увольнение министров правительства, координирование работы администрации и общественных учреждений, обеспечение общественного порядка, принятие мер для обеспечения работы Национальной ассамблеи в установленные конституцией сроки или в период созыва её специальной сессии по указу президента, отклонение проектов законов, в том числе в связи с их неконституционностью, и осуществляемые им с участием соответствующего министра: обнародование законов, обеспечение их соблюдения, назначение и увольнение начальника и высших руководителей полиции, назначение и увольнение губернаторов провинций, контроль за сбором и администрированием национальных доходов, направление в Национальную ассамблею в течение первого месяца года проекта бюджета государства, осуществление международных связей, заключение международных договоров и соглашений (с их передачей на утверждение Национальной ассамблеей), назначение дипломатических и консульских агентов, приём верительных грамот иностранных дипломатических представителей, назначение руководителей автономных и полуавтономных государственных предприятий и определённых законом общественных организаций, объявление помилования за политические преступления, уменьшение штрафов и предоставление условного освобождения заключённым за административные и уголовные преступления. Президент и вице-президент несут ответственность только в случаях: превышения их конституционных полномочий, совершения актов насилия или принуждения в ходе избирательного процесса или для предотвращения заседания Национальной ассамблеи и препятствия осуществлению её функций или функций органов, установленных Конституцией, за преступления против международной правосубъектности государства или против государственного управления.

## Предпосылки сецессии 1903 года

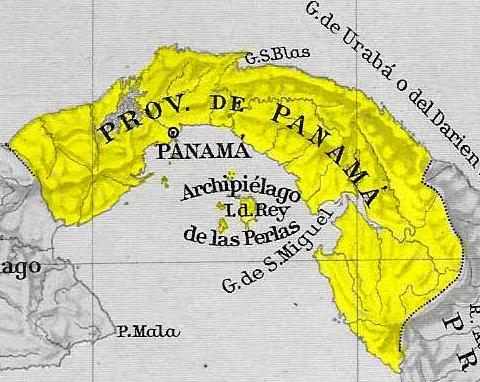
Провинция Панама (1810 год)

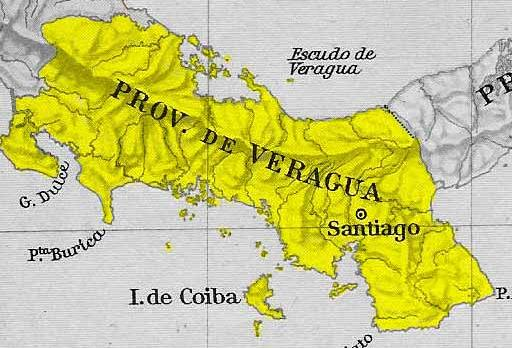
Провинция Верагуас (1810 год)

К 1821 году война за независимость испанских колоний вынудила последнего титулярного вице-короля Новой Гранады Хуана де ла Крус Моурхеон-и-Ачета обосноваться в Панаме, поскольку остальная территория вице-королевства контролировалась повстанцами. Взяв войска из Пуэрто-Кабельо и Панамы, он направился восстановить власть короны в Королевской аудиенсии Кито (современный Эквадор); воспользовавшись этим, городок Вилья-де-лос-Сантос провозгласил 10 ноября 1821 года независимость от испанской короны. Это событие, получившее название «первый крик независимости», послужило примером для её сторонников, и 20 ноября 1821 года в Панаме генерал-комендант Хосе де Фабрега провозгласил независимость от Испании. 28 ноября 1821 года был принят Акт о независимости Панамского перешейка (исп. Acta de Independencia del Istmo de Panamá), которым Хосе де Фабрега назначался Главным руководителем Перешейка (исп. Jefe Superior del Istmo). 1 декабря 1821 года город Сантьяго-де-Верагуас поддержал Акт о независимости, 4 января 1822 года была достигнута договорённость об эвакуации верных испанской короне войск. Повстанцы направили письмо Симону Боливару, сообщая о желании войти в состав создаваемого им независимого государства; 1 февраля 1822 года Боливар ответил согласием, и провинции Панама и Верагуас вошли в состав Республики Колумбия; 9 февраля 1822 года указом колумбийского вице-президента Франсиско де Сантандера провинции были объединены в департамент Перешейка (исп. Departamento del Istmo).

### Сепаратизм от центральных властей (1830—1831)
Исследователь Алонсо Рой считает, что первой попыткой отделения Панамы являлись события 1830—1831 годов, в центре которых были Хосе Доминго Эспинар Аранда и Хуан Элихио Альсуру. Военный командующий департамента Перешейка генерал Эспинар отказался подчиниться приказу о его переводе в провинцию Верагуас и сформировал 20 сентября 1830 года правительственный совет (исп. Junta de Gobierno), провозгласивший независимость от властей в Боготе и обратившийся к Симону Боливару: «Панама желает, чтобы Его Превосходительство Освободитель Симон Боливар взял на себя конституционное правительство Республики в качестве незаменимой меры по возвращению в Союз тех её частей, которые под разными предлогами разошлись, оставив этот департамент под его непосредственной защитой» (этому предшествовала отставка С. Боливара с поста президента Великой Колумбии и отделение от неё Венесуэлы и Эквадора). Сам генерал Эспинар был провозглашён «гражданским и военным вождём» (исп. Jefe Civil y Militar) и наделён полномочиями «организовать различные области с помощью необходимых реформ». В феврале 1831 года он направился в Верагуас для оказания давления на возглавлявшего эту провинцию Хосе де Фабрегу, оставив военное командование в провинции Панама генералу Хуану Элихио Альсуру. 21 марта 1831 года Альсуру арестовал вернувшегося Эспинара и выслал его в Гуаякиль. 9 июля 1831 года он организовал встречу властей и влиятельных лиц Перешейка, на котором было принято решение о создании независимого государства и о разделении власти на гражданскую (во главе с Фабреги) и военную (во главе с Альсуру). Правительство в Боготе направило для восстановления контроля над департаментом генерала Томаса Эрреру, назначив его на пост генерал-коменданта Перешейка. Встревоженный Альсуру 30 июля 1831 года отстранил от власти Фабрегу, конфисковал имущество оппонентов, начал их массовые казни и высылку. Собравшиеся в Верагуасе возглавляемые Фабрегой изгнанники оказали военную поддержку прибывшему Эррере, объединёнными силами они разгромили Альсуру, который был арестован и расстрелян 29 августа 1831 года.
20 октября 1831 года представители Перешейка приняли участие в Конвенции, провозгласившей создание Государства Новая Гранада (исп. Estado de Nueva Granada), что завершило процесс распада Республики Колумбия; 29 февраля 1832 года на Национальном конгрессе была провозглашена Республика Новая Гранада и принята её Конституция. В новом государстве департаменты были ликвидированы, составлявшие Перешеек провинции Панама и Верагуас были переподчинены центральному правительству.

### Независимое Государство Перешейка (1840—1841)
18 ноября 1840 года, в условиях начавшейся в 1839 году в Новой Гранаде «войны Высших», генерал-комендант Томас Хосе Рамон дель Кармен де Эррера-и-Перес Давила согласился с требованием панамских элит и провозгласил независимость Государства Перешейка (исп. Estado del Istmo) от Новой Гранады. 8 июня 1841 года во Дворце правительства в Панаме был созван Конституционный конвент, который немедленно провозгласил Эрреру президентом, а 18 ноября 1841 года принял конституцию страны. Центральное правительство в Боготе не признало акта сепаратизма и осенью 1841 года, после завершения гражданской войны в его пользу, смогло в результате переговоров уговорить Эрреру вновь признать свою власть. С 1 января 1842 года на Панамском перешейке была восстановлена юрисдикция правительства Новой Гранады.
| Портрет       | Имя (годы жизни) | Полномочия      | Полномочия                                                   | Должность                                               | Пр.    |
| Портрет       | Имя (годы жизни) | Начало          | Окончание                                                    | Должность                                               | Пр.    |
| ------------- | --- | --------------- | ------------------------------------------------------------ | ------------------------------------------------------- | ------ |
|               | Томас Хосе Рамон дель Кармен де Эррера-и-Перес Давила (1804—1854) исп. Tomás José Ramón del Carmen de Herrera y Pérez Dávila | 18 ноября 1840  | 20 марта 1841                                                | высший гражданский правитель (исп. Jefe Civil Superior) | [ 15 ] |
| 20 марта 1841 | Томас Хосе Рамон дель Кармен де Эррера-и-Перес Давила (1804—1854) исп. Tomás José Ramón del Carmen de Herrera y Pérez Dávila | 8 июня 1841     | высший правитель государства (исп. Jefe Superior del Estado) |                                                         | [ 15 ] |
| 8 июня 1841   | Томас Хосе Рамон дель Кармен де Эррера-и-Перес Давила (1804—1854) исп. Tomás José Ramón del Carmen de Herrera y Pérez Dávila | 31 декабря 1841 | президент (исп. Presidente)                                  |                                                         | [ 15 ] |

### Автономизация Панамы (1853—1886)

Суверенные штаты в 1858 году

После принятия 20 мая 1853 года в Республике Новая Гранада новой конституции, открывшей путь к федерализации государства, Панама первой 27 февраля 1855 года заявила о создании в границах Перешейка Федерального штата Панама (исп. Estado Federal de Panamá). 11 июня 1856 года был создан федеральный штат Антьокия, 13 мая 1857 года — Сантандер. Опасаясь развала страны, Конгресс 15 июня 1857 года принял закон о создании федеральных штатов Боливар, Бояка, Каука, Кундинамарка и Магдалена, а 22 мая 1858 года провозгласил создание Гранадской конфедерации и принял её конституцию, по которой страна становилась союзом суверенных штатов, — в их числе и Суверенного штата Панама (исп. Estado Soberano de Panamá), — а политическая и военная власть центрального правительства были сведены к минимуму. Попытка президента Мариано Оспина Родригеса вернуть центру полномочия смещать и назначать губернаторов штатов и контролировать расходные статьи их бюджетов привела к гражданской войне, начавшейся с объявления 8 мая 1860 года о выходе штата Каука из юрисдикции центрального правительства и его объединения с примкнувшими штатами (включая Панаму) в Соединённые штаты Новой Гранады (исп. Estados Unidos de Nueva Granada); 18 июля 1861 года повстанческая армия взяла Боготу, президент был арестован, однако сопротивление сторонников централизации не прекращалось до начала 1863 года. 4 февраля 1863 года в Рионегро состоялась ассамблея, принявшая новую конституцию, преобразовавшую конфедерацию в Соединённые Штаты Колумбии (исп. Estados Unidos de Colombia) во главе с Президентом союза (исп. presidente de la Unión). Ограничения политической и военной власти центрального правительства способствовали тому, что в последующие годы в стране произошло порядка 40 гражданских войн местного характера и одна общенациональная (в 1876—1877 годах). 5 августа 1886 года консервативные круги добились принятия новой конституции, по которой государство становилось унитарной Республикой Колумбия (исп. República de Colombia).

## Провозглашение независимости (1903—1904)
Первым главой независимой Панамы принято считать президента муниципального совета округа Панама (крупнейшего и важнейшего из 18 округов, составлявших департамент Панама), который поддержал провозглашение независимости страны 3 ноября 1903 года и собрал на следующий день открытое чрезвычайное заседание муниципального совета, образовавшего для управления Панамой временную правящую хунту.
| Портрет | Имя (годы жизни)                                                                                | Полномочия    | Полномочия    | Должность | Пр.           |
| Портрет | Имя (годы жизни)                                                                                | Начало        | Окончание     | Должность | Пр.           |
| ------- | ----------------------------------------------------------------------------------------------- | ------------- | ------------- | --- | ------------- |
|         | Деметрио Онорато Брид Лассо де ла Вега (1859—1917) исп. Demetrio Honorato Brid Lasso de la Vega | 3 ноября 1903 | 4 ноября 1903 | де-факто президент Республики Панама В 1953 году законом удостоен звания Герой Отечества высшей степени (исп. Prócer de la Patria en grado eminente) | [ 27 ] [ 28 ] |

Временная правящая хунта Панамы (исп. Junta Provisional de Gobierno de Panamá) являлась временным правительством, управлявшим Панамой после провозглашения ею независимости до создания постоянных органов власти. Она была образована 4 ноября 1903 года на открытом заседании Муниципального совета округа Панама, состоявшемся на городской площади, которое было созвано главой совета Деметрио Онорато Бридом Лассо. В состав правящей хунты вошли Хосе Агустин Аранго Ремон (до этого — представитель департамента Панама в конгрессе Колумбии), Федерико Аугусто Бойд Лопес (член муниципального совета) и Томас Ариас (в 1893—1900 годах являвшийся государственным секретарём Колумбии). С 9 ноября по 7 декабря 1903 года Бойда в составе правящей хунты замещал Мануэль Эспиноса Батиста.
| Портрет        | Имя (годы жизни)                                                         | Полномочия      | Полномочия      | Должность                                                                                    | Пр.           |
| Портрет        | Имя (годы жизни)                                                         | Начало          | Окончание       | Должность                                                                                    | Пр.           |
| -------------- | ------------------------------------------------------------------------ | --------------- | --------------- | -------------------------------------------------------------------------------------------- | ------------- |
|                | Хосе Агустин Аранго Ремон (1841—1909) исп. José Agustín Arango Remon     | 4 ноября 1903   | 20 февраля 1904 | Президент правящей хунты (исп. Presidente de la Junta Provisional de Gobierno de Panamá)     | [ 31 ] [ 32 ] |
|                | Федерико Аугусто Бойд Лопес (1851—1924) исп. Federico Augusto Boyd López | 4 ноября 1903   | 9 ноября 1903   | член правящей хунты                                                                          | [ 33 ] [ 34 ] |
| 7 декабря 1903 | Федерико Аугусто Бойд Лопес (1851—1924) исп. Federico Augusto Boyd López | 20 февраля 1904 |                 | член правящей хунты                                                                          | [ 33 ] [ 34 ] |
|                | Томас Ариас (1856—1932) исп. Tomás Arias                                 | 4 ноября 1903   | 20 февраля 1904 | первый секретарь правящей хунты (исп. Primer Secretario de la Junta Provisional de Gobierno) | [ 35 ]        |
|                | Мануэль Эспиноса Батиста (1857—1919) исп. Manuel Espinosa Batista        | 9 ноября 1903   | 7 декабря 1903  | временный член правящей хунты                                                                | [ 36 ]        |

## Список президентов (с 1904)
В феврале 1904 года в Панаме собрался Конституционный национальный конвент под председательством Пабло Аросемены Альбы, который 20 февраля избрал Мануэля Амадора Герреро первым президентом страны.
| №       | Портрет                                                            | Имя (годы жизни)                                                                                                 | Полномочия       | Полномочия       | Партия                                                | Выборы       | Пр.           |
| №       | Портрет                                                            | Имя (годы жизни)                                                                                                 | Начало           | Окончание        | Партия                                                | Выборы       | Пр.           |
| ------- | ------------------------------------------------------------------ | --- | ---------------- | ---------------- | ----------------------------------------------------- | ------------ | ------------- |
| 1       |                                                                    | Мануэль Амадор Герреро (1833—1909) исп. Manuel Amador Guerrero                                                   | 20 февраля 1904  | 1 октября 1908   | Консервативная партия                                 | [ комм. 4 ]  | [ 38 ]        |
| 2       |                                                                    | Хосе Доминго де Обальдия Гальегос (1845—1910) исп. José Domingo de Obaldía Gallegos                              | 1 октября 1908   | 1 марта 1910     | Либеральная партия                                    | 1908         | [ 39 ] [ 40 ] |
| и. о.   |                                                                    | Карлос Антонио Мендоса Сото (1856—1916) исп. Carlos Antonio Mendoza Soto                                         | 1 марта 1910     | 1 октября 1910   | Либеральная партия                                    | [ комм. 6 ]  | [ 41 ]        |
| и. о.   |                                                                    | Федерико Аугусто Бойд Лопес (1851—1924) исп. Federico Augusto Boyd López                                         | 1 октября 1910   | 5 октября 1910   | Либеральная партия                                    | [ комм. 7 ]  | [ 33 ] [ 34 ] |
| и. о.   |                                                                    | Пабло Аросемена Альба (1836—1920) исп. Pablo Arosemena Alba                                                      | 5 октября 1910   | 1 октября 1912   | Либеральная партия                                    | [ комм. 8 ]  | [ 37 ]        |
| 3 (I)   |                                                                    | Белисарио Поррас Барраона (1856—1942) исп. Belisario Porras Barahona                                             | 1 октября 1912   | 1 октября 1916   | Либеральная партия                                    | 1912         | [ 42 ]        |
| 4       |                                                                    | Рамон Максимилиано де ла Консепсьон Вальдес Арсе (1867—1918) исп. Ramón Maximiliano de la Concepción Valdés Arce | 1 октября 1916   | 3 июня 1918      | Либеральная партия                                    | 1916         | [ 43 ]        |
| и. о.   |                                                                    | Сиро Луис Урриола Гаррес (1863—1922) исп. Ciro Luis Urriola Garrés                                               | 3 июня 1918      | 1 октября 1918   | Либеральная партия                                    | [ комм. 9 ]  | [ 44 ]        |
| и. о.   |                                                                    | Педро Антонио Диас де Обальдиа (1852—1919) исп. Pedro Antonio Díaz de Obaldía                                    | 1 октября 1918   | 12 октября 1918  | Консервативная партия                                 | [ комм. 10 ] | [ 45 ]        |
| и. о.   |                                                                    | Белисарио Поррас Барраона (1856—1942) исп. Belisario Porras Barahona                                             | 12 октября 1918  | 30 января 1920   | Либеральная партия                                    | [ комм. 12 ] | [ 42 ]        |
| и. о.   |                                                                    | Эрнесто Тисдель Лефевре де ла Осса (1876—1922) исп. Ernesto Tisdel Lefevre de la Ossa                            | 30 января 1920   | 1 октября 1920   | Либеральная партия                                    | [ комм. 13 ] | [ 46 ]        |
| 3 (II)  |                                                                    | Белисарио Поррас Барраона (1856—1942) исп. Belisario Porras Barahona                                             | 1 октября 1920   | 1 октября 1924   | Либеральная партия                                    | 1920         | [ 42 ]        |
| 5       |                                                                    | Родольфо Чиари Роблес (1869—1937) исп. Rodolfo Chiari Robles                                                     | 1 октября 1924   | 1 октября 1928   | Либеральная партия                                    | 1924         | [ 47 ] [ 48 ] |
| 6       |                                                                    | Флоренсио Армодио Аросемена Гильен (1872—1945) исп. Florencio Harmodio Arosemena Guillén                         | 1 октября 1928   | 3 января 1931    | Либеральная партия                                    | 1928         | [ 49 ]        |
| и. о.   |                                                                    | Армодио Ариас Мадрид (1886—1962) исп. Harmodio Arias Madrid                                                      | 3 января 1931    | 16 января 1931   | независимый                                           | [ комм. 15 ] | [ 50 ]        |
| и. о.   |                                                                    | Рикардо Хоакин Альфаро Ховане (1882—1971) исп. Ricardo Joaquín Alfaro Jované                                     | 16 января 1931   | 5 июня 1932      | Либеральная партия                                    | [ комм. 16 ] | [ 51 ]        |
| 7       |                                                                    | Армодио Ариас Мадрид (1886—1962) исп. Harmodio Arias Madrid                                                      | 5 июня 1932      | 1 октября 1936   | Либеральная доктринальная партия                      | 1932         | [ 50 ]        |
| 8       |                                                                    | Хуан Демостенес Аросемена Барреати (1879—1939) исп. Juan Demóstenes Arosemena Barreati                           | 1 октября 1936   | 16 декабря 1939  | Либеральная партия                                    | 1936         | [ 52 ]        |
| и. о.   |                                                                    | Эсекьель Фернандес Хаэн (1886—1946) исп. Ezequiel Fernández Jaén                                                 | 16 декабря 1939  | 18 декабря 1939  | Национальная революционная партия                     | [ комм. 18 ] | [ 53 ]        |
| и. о.   |                                                                    | Аугусто Самуэль Бойд Брисеньо (1879—1957) исп. Augusto Samuel Boyd Briceño                                       | 18 декабря 1939  | 1 октября 1940   | Национальная революционная партия                     | [ комм. 19 ] | [ 54 ]        |
| 9 (I)   |                                                                    | Арнульфо Ариас Мадрид (1901—1988) исп. Arnulfo Arias Madrid                                                      | 1 октября 1940   | 9 октября 1941   | Национальная революционная партия                     | 1940         | [ 55 ] [ 56 ] |
| и. о.   |                                                                    | Рикардо Адольфо де ла Гуардиа Аранго (1899—1969) исп. Ricardo Adolfo de la Guardia Arango                        | 9 октября 1941   | 21 октября 1941  | независимый                                           |              | [ 57 ]        |
| 10      | 21 октября 1941                                                    | Рикардо Адольфо де ла Гуардиа Аранго (1899—1969) исп. Ricardo Adolfo de la Guardia Arango                        | 15 июня 1945     |                  | независимый                                           |              | [ 57 ]        |
| 11      |                                                                    | Энрике Адольфо Хименес Брин (1888—1970) исп. Enrique Adolfo Jiménez Brin                                         | 15 июня 1945     | 7 августа 1948   | Национальная либеральная партия                       | 1945         | [ 58 ]        |
| 12      |                                                                    | Доминго Диас Аросемена (1875—1949) исп. Domingo Díaz Arosemena                                                   | 7 августа 1948   | 28 июля 1949     | Национальная либеральная партия                       | 1948         | [ 59 ]        |
| и. о.   |                                                                    | Даниэль Чанис Пинсон (1892—1961) исп. Daniel Chanis Pinzón                                                       | 28 июля 1949     | 23 августа 1949  | Национальная либеральная партия                       | [ комм. 25 ] | [ 60 ]        |
| 13      | 23 августа 1949                                                    | Даниэль Чанис Пинсон (1892—1961) исп. Daniel Chanis Pinzón                                                       | 20 ноября 1949   | [ комм. 27 ]     | Национальная либеральная партия                       |              | [ 60 ]        |
| и. о.   |                                                                    | Роберто Франсиско Чиари Ремон (1905—1981) исп. Roberto Francisco Chiari Remón                                    | 20 ноября 1949   | 24 ноября 1949   | Национальная либеральная партия                       | [ комм. 28 ] | [ 61 ]        |
| 9 (II)  |                                                                    | Арнульфо Ариас Мадрид (1901—1988) исп. Arnulfo Arias Madrid                                                      | 24 ноября 1949   | 9 мая 1951       | Панамистская партия                                   | 1948         | [ 55 ] [ 56 ] |
| 14      |                                                                    | Алькибиадес Аросемена Кинсада (1883—1958) исп. Alcibíades Arosemena Quinzada                                     | 9 мая 1951       | 1 октября 1952   | Подлинная революционная партия                        | [ комм. 33 ] | [ 62 ]        |
| 15      |                                                                    | Хосе Антонио Ремон Кантера (1908—1955) исп. José Antonio Remón Cantera                                           | 1 октября 1952   | 2 января 1955    | Национальная патриотическая коалиция                  | 1952         | [ 63 ]        |
| 16      |                                                                    | Хосе Рамон Гисадо Вальдес (1899—1964) исп. José Ramón Guizado Valdés                                             | 2 января 1955    | 29 марта 1955    | Национальная патриотическая коалиция                  | [ комм. 37 ] | [ 64 ]        |
| 17      |                                                                    | Рикардо Мануэль Ариас Эспиноса (1912—1993) исп. Ricardo Manuel Arias Espinosa                                    | 29 марта 1955    | 1 октября 1956   | Национальная патриотическая коалиция                  | [ комм. 38 ] | [ 65 ]        |
| 18      |                                                                    | Эрнесто де ла Гуардиа Наварро (1904—1983) исп. Ernesto de la Guardia Navarro                                     | 1 октября 1956   | 1 октября 1960   | Национальная патриотическая коалиция                  | 1956         | [ 66 ] [ 67 ] |
| 19      |                                                                    | Роберто Франсиско Чиари Ремон (1905—1981) исп. Roberto Francisco Chiari Remón                                    | 1 октября 1960   | 1 октября 1964   | Национальная либеральная партия                       | 1960         | [ 68 ]        |
| 20      |                                                                    | Марко Аурелио Роблес Мендес (1905—1990) исп. Marco Aurelio Robles Mendez                                         | 1 октября 1964   | 8 апреля 1967    | Национальная либеральная партия                       | 1964         | [ 69 ]        |
| и. о.   |                                                                    | Макс Дельвалье Леви-Мадуро (1911—1979) исп. Max Delvalle Levy-Maduro                                             | 8 апреля 1967    | 15 апреля 1967   | Республиканская партия                                | [ комм. 40 ] | [ 70 ]        |
| (20)    |                                                                    | Марко Аурелио Роблес Мендес (1905—1990) исп. Marco Aurelio Robles Mendez                                         | 15 апреля 1967   | 1 октября 1968   | Национальная либеральная партия                       | [ комм. 41 ] | [ 69 ]        |
| 9 (III) |                                                                    | Арнульфо Ариас Мадрид (1901—1988) исп. Arnulfo Arias Madrid                                                      | 1 октября 1968   | 11 октября 1968  | Панамистская партия                                   | 1968         | [ 55 ] [ 56 ] |
| —       |                                                                    | Хосе Мария Пинилья Фабрега (1919—1979) исп. José María Pinilla Fábrega                                           | 11 октября 1968  | 19 декабря 1969  | Временная хунта из 2 человек                          | [ комм. 45 ] | [ 71 ] [ 72 ] |
| —       | Боливар Уррутия Паррилья (1918—2005) исп. Bolívar Urrutia Parrilla | | 11 октября 1968  | 19 декабря 1969  | Временная хунта из 2 человек                          | [ комм. 45 ] | [ 71 ] [ 72 ] |
| —       |                                                                    | Деметрио Басилио Лакас Бахас (1925—1999) исп. Demetrio Basilio Lakas Bahas                                       | 19 декабря 1969  | 11 октября 1972  | Глава гражданской хунты                               | [ комм. 46 ] | [ 73 ]        |
| 21      | 11 октября 1972                                                    | Деметрио Басилио Лакас Бахас (1925—1999) исп. Demetrio Basilio Lakas Bahas                                       | 11 октября 1978  | независимый      | 1972                                                  |              | [ 73 ]        |
| 22      |                                                                    | Аристидес Ройо Санчес (1940—) исп. Aristides Royo Sánchez                                                        | 11 октября 1978  | 31 июля 1982     | Революционно-демократическая партия                   | 1978         | [ 74 ]        |
| 23      |                                                                    | Рикардо де ла Эсприэлья Тораль (1934—) исп. Ricardo de la Espriella Toral                                        | 31 июля 1982     | 13 февраля 1984  | Революционно-демократическая партия                   | [ комм. 48 ] | [ 75 ]        |
| 24      |                                                                    | Хорхе Энрике Ильюэка Сибаусте (1918—2012) исп. Jorge Enrique Illueca Sibauste                                    | 13 февраля 1984  | 11 октября 1984  | независимый                                           | [ комм. 50 ] | [ 76 ]        |
| 25      |                                                                    | Николас Ардито Барлетта Вальярино (1938—) исп. Nicolás Ardito Barletta Vallarino                                 | 11 октября 1984  | 28 сентября 1985 | Революционно-демократическая партия                   | 1984         | [ 77 ]        |
| 26      |                                                                    | Эрик Артуро Дельвалье Коэн-Энрикес (1937—2015) исп. Eric Arturo Delvalle Cohen-Henríquez                         | 28 сентября 1985 | 26 февраля 1988  | Республиканская партия                                | [ комм. 52 ] | [ 78 ]        |
| и. о.   |                                                                    | Мануэль Солис Пальма (1917—2009) исп. Manuel Solís Palma                                                         | 26 февраля 1988  | 1 сентября 1989  | Революционно-демократическая партия                   | [ комм. 53 ] | [ 79 ] [ 80 ] |
| и. о.   |                                                                    | Франсиско Антонио Родригес Поведа (1938—) исп. Francisco Antonio Rodríguez Poveda                                | 1 сентября 1989  | 20 декабря 1989  | Революционно-демократическая партия                   | [ комм. 55 ] | [ 81 ]        |
| 27      |                                                                    | Гильермо Давид Эндара Галимани (1936—2009) исп. Guillermo David Endara Galimany                                  | 20 декабря 1989  | 1 сентября 1994  | Подлинная панамистская партия → Арнульфистская партия | 1989         | [ 82 ]        |
| 28      |                                                                    | Эрнесто Перес Бальядарес Гонсалес-Ревилья (1946—) исп. Ernesto Pérez Balladares González-Revilla                 | 1 сентября 1994  | 1 сентября 1999  | Революционно-демократическая партия                   | 1994         | [ 83 ]        |
| 29      |                                                                    | Мирейя Элиса Москосо Родригес де Ариас (1946—) исп. Mireya Elisa Moscoso Rodríguez de Arias                      | 1 сентября 1999  | 1 сентября 2004  | Арнульфистская партия                                 | 1999         | [ 84 ] [ 85 ] |
| 30      |                                                                    | Мартин Эрасто Торрихос Эспино (1963—) исп. Martín Erasto Torrijos Espino                                         | 1 сентября 2004  | 1 июля 2009      | Революционно-демократическая партия                   | 2004         | [ 86 ]        |
| 31      |                                                                    | Рикардо Альберто Мартинелли Беррокаль (1952—) исп. Ricardo Alberto Martinelli Berrocal                           | 1 июля 2009      | 1 июля 2014      | Демократические перемены                              | 2009         | [ 87 ]        |
| 32      |                                                                    | Хуан Карлос Варела Родригес (1963—) исп. Juan Carlos Varela Rodríguez                                            | 1 июля 2014      | 1 июля 2019      | Панамистская партия                                   | 2014         | [ 88 ]        |
| 33      |                                                                    | Лаурентино Кортисо Коэн (1953—) исп. Laurentino Cortizo Cohen                                                    | 1 июля 2019      | 1 июля 2024      | Революционно-демократическая партия                   | 2019         | [ 89 ]        |
| 34      |                                                                    | Хосе Рауль Мулино Кинтеро (1959—) исп. José Raúl Mulino Quintero                                                 | 1 июля 2024      | действующий      | Реализация целей                                      | 2024         | [ 90 ]        |

В «Almanaque mundial, 1980» указываются также Федерико Бойд (1910), Рудольфо Чиари (1912) и Педро А. Диас (1918).

### Военные лидеры, руководившие странойде-факто(1968—1989)
C 1968 по 1989 годы ведущей политической силой Панамы, заявляющей о проведении революционных перемен в обществе, являлись представители различных силовых структур (Национальной гвардии, Вооружённых сил).
| Портрет | Имя (годы жизни)                                                                                                   | Полномочия      | Полномочия      | Должность | Пр.                  |
| Портрет | Имя (годы жизни)                                                                                                   | Начало          | Окончание       | Должность | Пр.                  |
| ------- | --- | --------------- | --------------- | --- | -------------------- |
|         | полковник, с 1969 года бригадный генерал Омар Эфраин Торрихос Эррера (1929—1981) исп. Omar Efraín Torrijos Herrera | 11 октября 1968 | 31 июля 1981    | командующий Национальной гвардией, с 11 октября 1972 года — Верховный лидер панамской революции (исп. Líder Máximo de la Revolución Panameña) | [ 71 ] [ 94 ] [ 95 ] |
|         | полковник Флоренсио Флорес Агилар (1933—2020) исп. Florencio Flores Aguilar                                        | 31 июля 1981    | 3 марта 1982    | командующий Национальной гвардией | [ 96 ]               |
|         | полковник Рубен Дарио Паредес дель Рио (1933—) исп. Rubén Darío Paredes del Río                                    | 3 марта 1982    | 12 августа 1983 | командующий Национальной гвардией | [ 96 ]               |
|         | полковник, с 1983 года генерал Мануэль Антонио Норьега Морено (1934—2017) исп. Manuel Antonio Noriega Moreno       | 12 августа 1983 | 20 декабря 1989 | командующий Национальной гвардией, с 29 сентября 1983 года — главнокомандующий Вооружённых сил Панамы                                         | [ 97 ] [ 98 ]        |